# Хайнрих I фон Волденберг
Хайнрих I фон Волденберг (на немски: Heinrich I von Woldenberg; gen. v. Hagen; † 26 ноември 1251) е граф на Волденберг-Харцбург-Вердер де Инсула. Той се преименува на фон Хаген.

## Произход
Той е син на граф Буркард I фон Вьолтингероде-Волденберг († 1189), бургграф на замък Харцбург, и съпругата му фон Асел. Братята му са граф Херман I фон Волденберг-Харцбург († 1243/1244), граф на Волденберг-Вьолтингероде-Харцбург, и Лудолф фон Волденберг († 1218), домхер (1182 – 1191) и хор-епископ (1206 – 1211) в Хилдесхайм. Сестра му Мехтилд († 1223) е абатиса на Гандерсхайм (1196).

## Фамилия
Хайнрих I фон Волденберг се жени за София фон Хаген (* пр. 1238; † 1261), дъщеря на Лудвиг/Лудолф фон Хаген († сл. 1218), шериф на Щетербург, внучка на Вернер фон Хаген († сл. 1146). Те имат осем деца:
- дъщеря († сл. 1252), омъжена за граф Хайнрих фон Щернберг († сл. 1279)
- Херман II фон Волденберг († 23 май 1271 – 14 март 1272), граф на Волденберг, женен за Хедвиг фон Вернигероде († сл. 7 ноември 1264)
- Хайнрих III фон Волденберг († 1261), граф на Волденберг-Хаген
- Лудолф фон Волденберг († 1 януари – 23 февруари 1270), провост на „Св. Симон и Юдас“ в Гослар, домхер в Хилдесхайм (1238), архдякон в Гослар (1242 – 1246), катедрален провост в Хилдесхайм (1252), провост на Светия кръст в Хилдесхайм (1264)
- Хойер II фон Волденберг († ок. 18 юли 1268), граф на Харцбург
- Мехтилд фон Волденберг († сл. 27 ноември 1265), канонеса в Гандерсхайм (1242), дяконка в Гандерсхайм (1251), приорес в Гандерсхайм (1261 – 1265)
- две дъщери (Л. и Й.; † сл. 1251), монахини във Вьолтингероде през 1251 г.

Той има и незаконната дъщеря:
- София фон Волденберг († 10 август 1276), омъжена за граф Бурхард I (II) фон Арнщайн-Барби († ок. 24 ноември 1271), син на Валтер IV (III) фон Барби-Арнщайн († сл. 1259)